# Nathan der Weise (1979)
Nathan der Weise ist ein deutscher Fernsehfilm aus dem Jahr 1979 von Oswald Döpke. Er basiert auf dem gleichnamigen Drama von Gotthold Ephraim Lessing.

## Produktion
Der Film wurde vom Sender Freies Berlin produziert und am 21. Januar 1979 zum ersten Mal ausgestrahlt. Für Siegfried Wischnewski war es nach der Verfilmung von 1967 der zweite Film, in dem er die Rolle des Saladin spielte.

## Zitate
„Unsere Absicht ist es, Lessings "Nathan" in der historischen Situation des ausgehenden 12. Jahrhunderts anzusiedeln. [...] Die angenommene historische Umwelt, in der wir Lessings Parabel über Toleranz und vorurteilslose Menschenliebe spielen lassen, soll dazu beitragen, das Werk aus dem weltentrückten Klassikerhimmel in die Realität zurückzuholen.“

„Döpkes Fernsehinszenierung von Lessings Toleranz-Drama wurde in 16 Ländern ausgestrahlt. Die bislang einzige für das Fernsehen nicht im Studio produzierte Verfilmung des berühmten Theaterstücks von Lessing. Mit grandioser Besetzung und gedreht an historischer Stätte in Israel.“